# Mijnmonument Schaesberg

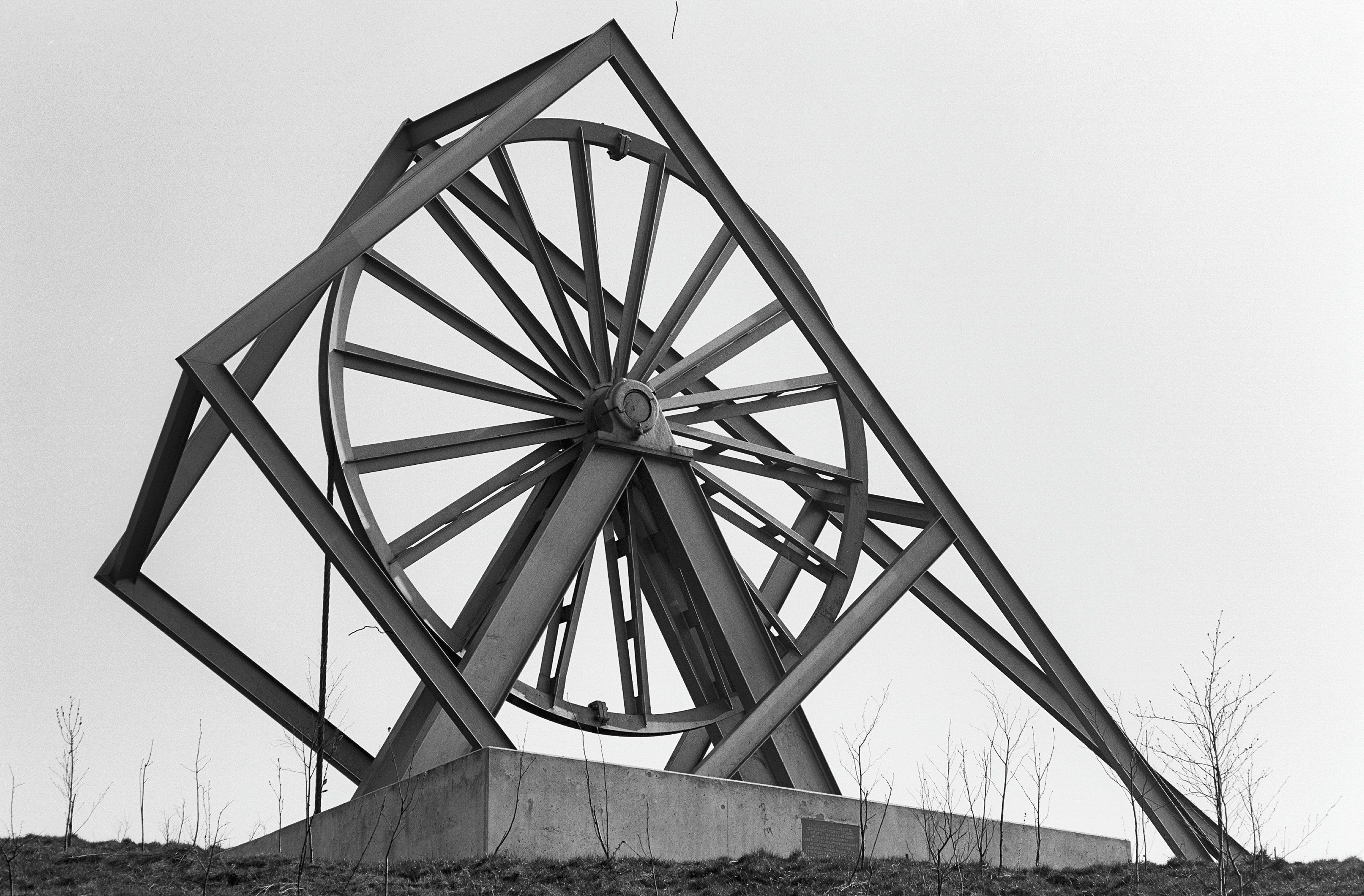
Mijnmonument Schaesberg

Het Mijnmonument Schaesberg is een gedenkmonument in Park Gravenrode in de plaats Schaesberg in de Nederlandse gemeente Landgraaf. Het mijnmonument staat aan de voet van de Wilhelminaberg bij de Hofstraat en Witte Wereld op een hoog talud.

## Geschiedenis
In 1924 werd schacht II van Staatsmijn Wilhelmina voltooid. Bovenop de mijnschacht stond de schachttoren met schachtwielen die dag en nacht draaiden om mijnwerkers naar beneden of boven te brengen, materialen naar beneden te brengen en steenkool naar de oppervlakte te transporteren.
In augustus 1969 sloot Staatsmijn Wilhelmina de deuren en werden veel delen van het mijncomplex afgebroken. Alleen het schachtwiel werd behouden op aandringen van Thei van de Wetering die werkzaam was bij de Staatsmijn Wilhelmina. Hij richtte het Comité Mijnmonument Schaesberg op om van het schachtwiel een monument te maken. In eerste instantie denkt men het wiel op het gras voor het gemeentehuis te plaatsen, maar later valt de keuze op de plek aan de voet van de Wilhelminaberg. Het plan is om eind 1979 het schachtwiel geplaatst te hebben, maar door hoge kosten en slechte economische omstandigheden raakte het project vertraagd.
In 1982 werd op het talud het mijnmonument geplaatst op initiatief van het Kommunaal Kunstenaars Kollectief. Op 27 juni 1982 werd het monument onthuld.

## Constructie
Het monument bestaat uit een frame met daarin het stalen schachtwiel dat boven in schacht II in de schachtbok van de Staatsmijn Wilhelmina hing. Het schachtwiel heeft een doorsnede van 6,3 meter en is bevestigd in een frame dat gekanteld is, wat symbool staat voor een omgevallen schachttoren.